# Сан-Томе-де-Негрелуш
Сан-Томе-де-Негрелуш (порт. São Tomé de Negrelos)  —  район (фрегезия) в Португалии,  входит в округ Порту. Является составной частью муниципалитета  Санту-Тирсу. Находится в составе крупной городской агломерации Большой Порту. По старому административному делению входил в провинцию Дору-Литорал. Входит в экономико-статистический  субрегион Аве, который входит в Северный регион. Население составляет 4241 человек на 2001 год. Занимает площадь 5,49 км².
Покровителем района считается Апостол Фома (порт. São Tomé). 